# Cotopaxi (vulkaan)
De Cotopaxi is een stratovulkaan in het Nationaal park Cotopaxi, en een van de hoogste actieve vulkanen ter wereld. Het is tevens de op een na hoogste berg van Ecuador. De vulkaan ligt ongeveer zestig kilometer ten zuiden van Quito, de hoofdstad van Ecuador, in de provincie die eveneens de naam Cotopaxi draagt. In het Quichua betekent het woord Cotopaxi Nek van de Maan. 

## Beschrijving
De eerste Europeaan die de vulkaan probeerde te beklimmen was Alexander von Humboldt, in 1802. Hij bereikte echter de top niet: hij kwam tot een hoogte van 4.500 meter. In 1872 was het de Duitse geoloog Wilhelm Reiss die als eerste Europeaan de top bereikte. Hij beklom de Cotopaxi, vergezeld door zijn Colombiaanse compagnon Ángel Escobar, vanaf de westzijde. Tien jaar later beklom de Engelsman Edward Whymper de vulkaan vanaf de noordzijde. Deze route wordt nog altijd het meest gebruikt. De vulkaan maakt deel uit van een Nationaal Park, dat ook door toeristen te bezoeken is.
De vulkaan, met een hoogte van 5.897 meter, heeft een bijna perfecte kegelvormige structuur. De diameter van de basis van deze vulkaan is ongeveer 23 kilometer. Deze vulkaan wordt veelal gezien als een van de mooiste vulkanen van Zuid-Amerika. Hoewel de vulkaan actief is, is het toch de meest beklommen berg van Ecuador. Een oorzaak van die populariteit is waarschijnlijk de relatief eenvoudige bereikbaarheid van de vulkaan vanuit Quito.

## Uitbarstingen
Uit geologisch onderzoek blijkt dat er tussen ongeveer 8000 v Chr. en 1530 zeker 25 grote uitbarstingen hebben plaatsgevonden. Tussen 1532 en 1940 zijn er 58 uitbarstingen gedocumenteerd. De vulkaan wordt dan ook omgeven door verschillende valleien die zijn gevormd door de modderstromen. De lokale bevolking rondom de vulkaan heeft zich dan ook op een riskante plaats gevestigd. Het stadje Latacunga werd al minstens twee keer in haar geschiedenis van de kaart geveegd door een uitbarsting van de Cotopaxi. In 1744, 1768 en 1877 waren de meest spectaculaire uitbarstingen. Bij de uitbarsting in 1877 raakte een deel van de gletsjer los, waardoor een modderstroom tot 100 kilometer ver reikte. De laatste grote eruptie duurde van 1903 tot 1904. Een kleine eruptie vond plaats in 1940, en mogelijk ook in 1942. Deze laatste is echter onvoldoende gedocumenteerd. 
Rond 1975 en 2002 was er sprake van enige activiteit zonder erupties. De Cotopaxi wordt zeker niet als dood beschouwd. De vulkaan kent een ongeveer 100-jarige uitbarstingcyclus. Op 14 augustus 2015 begon een nieuwe uitbarsting waarbij dorpen moesten worden geëvacueerd en de president de noodtoestand voor het gebied heeft uitgeroepen.